# La Désobéissance (roman)
Pour les articles homonymes, voir La Désobéissance.
La Désobéissance (La disubbidienza) est un roman d'Alberto Moravia publié en 1948.

## Résumé
Vers 1940 dans le train, Luca, 15 ans, se voit imposer par ses parents d'acheter à manger à la gare et non dans le train. La colère le fait vomir en arrivant. Il commence à penser que le monde lui est hostile. Au lycée, cette colère se transforme en refus d'étudier. Il découvre que ses parents ont un coffre fort avec beaucoup d'argent, caché derrière le tableau pieux devant lequel il faisait sa prière, ce qui le dégoute. Ses parents deviennent donc aussi la cible de sa haine envers le monde : il refuse tout ce qui vient d'eux, vend ses livres, jette son argent de poche. Il lutte pour éviter tout ce qu'il aime, mais après un jeu et un baiser avec la gouvernante, il ne peut s'empêcher d'éprouver un désir charnel.  Décidé à mourir, il se sous-alimente. Il reste alité 3 mois et est convaincu qu'il va mourir. Sa convalescence va le guérir de sa crise existentielle. La dernière nuit, son infirmière lui fait l'amour.

## Adaptation cinématographique
- La Désobéissance, adapté en 1981 par Aldo Lado, avec Stefania Sandrelli et Teresa Ann Savoy